# 태산 (배우)
태산(泰山, 1942년 11월 30일 ~ )은 홍콩 출신의 영화 배우다.